# Rhipidocephala morio
Rhipidocephala morio är en tvåvingeart som beskrevs av Hermann 1926. Rhipidocephala morio ingår i släktet Rhipidocephala och familjen rovflugor. Inga underarter finns listade i Catalogue of Life.